# Croix de cimetière de Maisse
La croix de cimetière de Maisse est un monument situé à Maisse, en France.

## Localisation
La croix est située dans le cimetière.

## Historique
La croix est classée comme monument historique depuis le 16 novembre 1965.